# Чемпионат Европы по лёгкой атлетике в помещении 2019 — эстафета 4×400 метров (женщины)
Соревнования в эстафете 4×400 метров у женщин на чемпионате Европы по лёгкой атлетике в помещении 2019 года прошли 3 марта в Глазго на Арене Содружества.
К соревнованиям были допущены 6 сильнейших сборных Старого Света по итогам летнего сезона 2018 года.
Действующим зимним чемпионом Европы в эстафете 4×400 метров являлась сборная Польши.

## Медалисты
| Золото                                                                                             | Серебро                                                                 | Бронза                                                                     |
| Польша · Анна Келбасиньская · Ига Баумгарт-Витан · Малгожата Голуб-Ковалик · Юстина Свенти-Эрсетич | Великобритания · Лавиаи Нильсен · Зои Кларк · Эмбер Эннинг · Эйлид Дойл | Италия · Рафаэла Лукудо · Айомиде Фолорунсо · Кьяра Баццони · Марта Милани |

## Рекорды
До начала соревнований действующими были следующие рекорды в помещении.
| Мировой рекорд                   | Россия · Юлия Гущина · Ольга Котлярова · Ольга Зайцева · Олеся Красномовец                   | 3.23,37 | Глазго, Великобритания | 28 января 2006  |
| Рекорд Европы                    | Россия · Юлия Гущина · Ольга Котлярова · Ольга Зайцева · Олеся Красномовец                   | 3.23,37 | Глазго, Великобритания | 28 января 2006  |
| Рекорд чемпионатов Европы        | Великобритания · Эйлид Чайлд · Шейна Кокс · Кристин Охуруогу · Перри Шейкс-Дрейтон           | 3.27,56 | Гётеборг, Швеция       | 3 марта 2013    |
| Лучший результат сезона в мире   | Техасский университет A&M Джулия Мадубуйке Тьерра Робинсон-Джонс Джавин Рид Сиэйра Ричардсон | 3.29,15 | Фейетвилл, США         | 23 февраля 2019 |
| Лучший результат сезона в Европе | Украина · Екатерина Климюк · Татьяна Мельник · Анастасия Брызгина · Анна Рыжикова            | 3.33,76 | Стамбул, Турция        | 16 февраля 2019 |

## Расписание
| Дата         | Время | Раунд соревнований |
| ------------ | ----- | ------------------ |
| 3 марта 2019 | 20:40 | Финал              |

Время местное (UTC±00:00)

## Результаты
Обозначения: WR — Мировой рекорд | ER — Рекорд Европы | CR — Рекорд чемпионатов Европы | NR — Национальный рекорд | WL — Лучший результат сезона в мире | EL — Лучший результат сезона в Европе | DNS — Не стартовали | DNF — Не финишировали | DQ — Дисквалифицированы

Финал в эстафете 4×400 метров у женщин состоялся 3 марта 2019 года. Сборная Польши защитила чемпионский титул, не встретив серьёзного сопротивления других команд. Решающий отрыв сделала Ига Баумгарт-Витан на втором этапе, выиграв более секунды у бежавшей на втором месте сборной Великобритании. Лишь на заключительном отрезке британки усилиями Эйлид Дойл смогли немного сократить отставание. Команда Италии в третий раз в истории турнира смогла попасть в число призёров женской эстафеты.

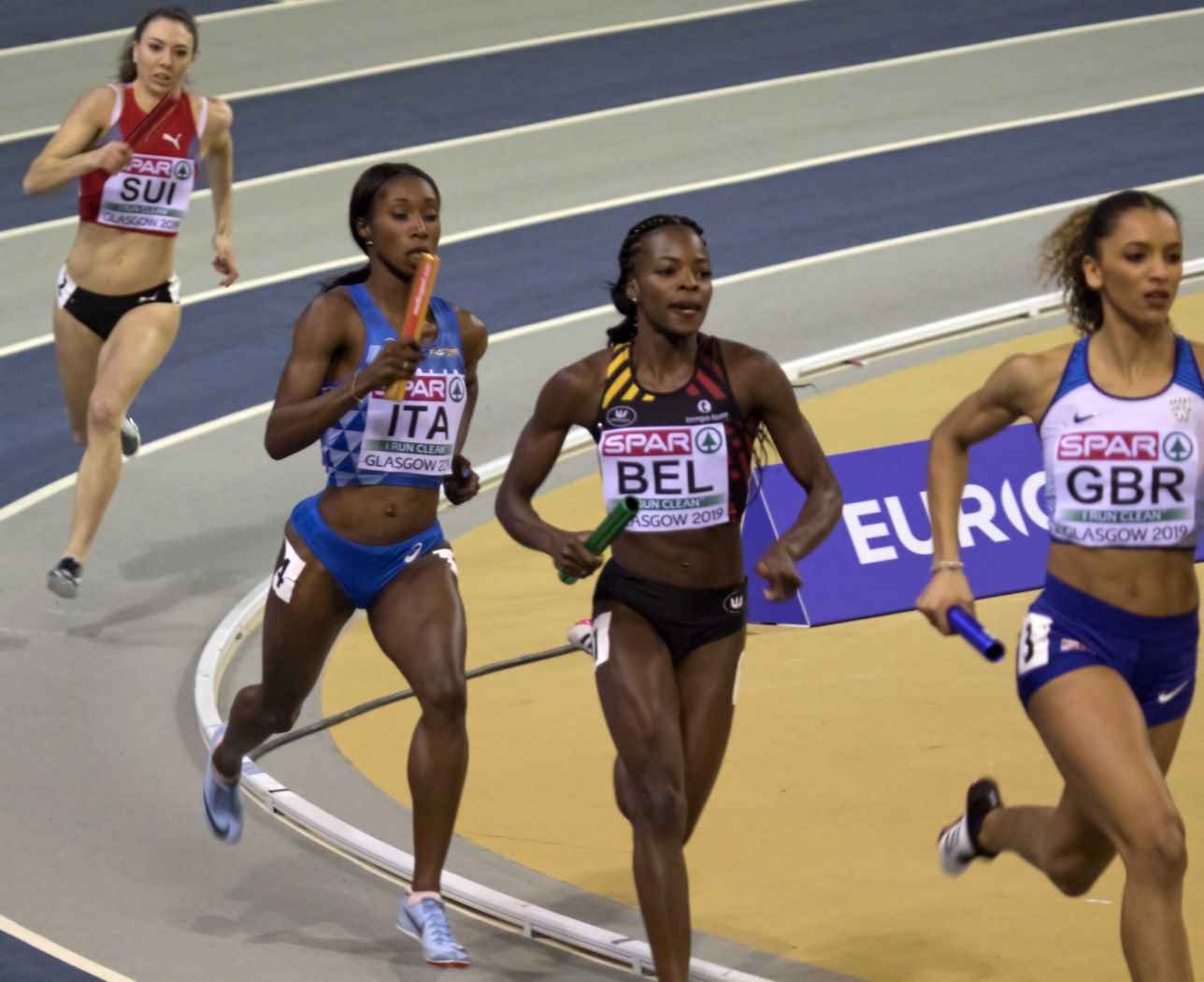
Первый этап
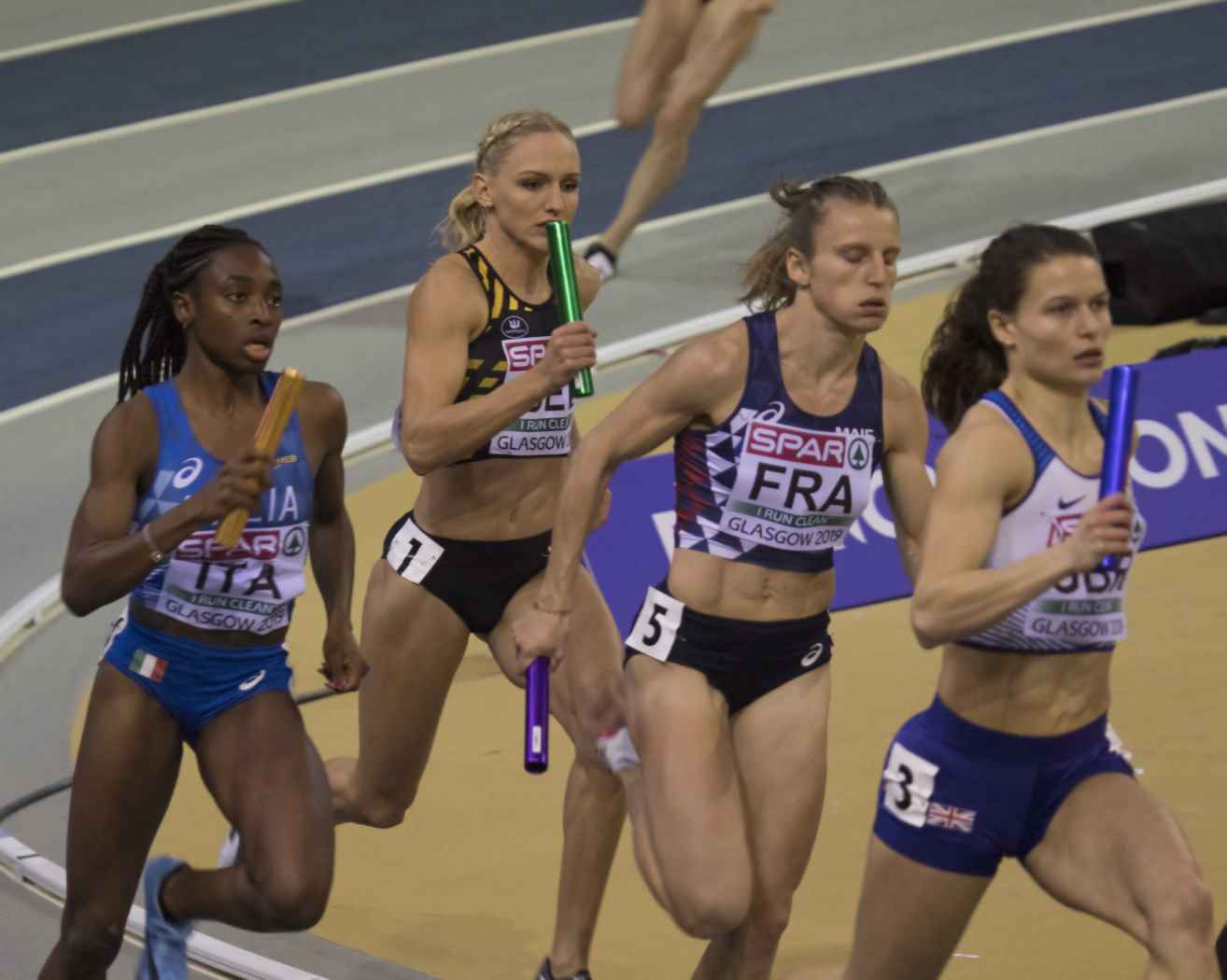
Второй этап

| Место | Команда                                                                                         | Результат | Примечания |
| ----- | ----------------------------------------------------------------------------------------------- | --------- | ---------- |
| 1     | Польша (Анна Келбасиньская, Ига Баумгарт-Витан, Малгожата Голуб-Ковалик, Юстина Свенти-Эрсетич) | 3:28.77   | WL         |
| 2     | Великобритания (Лавиаи Нильсен, Зои Кларк, Эмбер Эннинг, Эйлид Дойл)                            | 3:29.55   |            |
| 3     | Италия (Рафаэла Лукудо, Айомиде Фолорунсо, Кьяра Баццони, Марта Милани)                         | 3:31.90   |            |
| 4     | Франция (Дебора Сананес, Амандин Бросье, Калиль Амаро, Агнес Рааролаи)                          | 3:32.12   |            |
| 5     | Бельгия (Синтия Болинго, Ханне Клас, Марго ван Пёйвельде, Камиль Лаус)                          | 3:32.46   | NR         |
| 6     | Швейцария (Корнелия Хальбхер, Леа Шпрунгер, Фанетт Юмер, Ясмин Жиже)                            | 3:33.72   |            |